# خريطة العالم البابلية
خريطة العالم البابلية لوح طيني بابلي خططت فيه أماكن العالم القديم حول مدينة بابل، اكتشفته بعثة بريطانية في مدينة سيبار في سنة 1889. يعود هذا اللوح إلى القرن الخامس قبل الميلاد ما بين العصر البابلي الحديث والعصر الأخميني. أساس الخريطة نهر الفرات ومدينة بابل، وتظهر الخريطة أسماء لمناطق ومدن مثل سوسة وأور وأورارتو وبيث ياقين وتشير أيضاً إلى مناطق الأهوار والبحر والجبال المحيطة ببلاد بابل. يوجد اللوح حالياً في المتحف البريطاني.